# The Ice Follies of 1939
 The Ice Follies of 1939 és un film musical estatunidenc estrenat el 1939, dirigit per Reinhold Schünzel, i protagonitzat per Joan Crawford, James Stewart, Lew Ayres i Lewis Stone.
Utilitzant com a teló de fons el món de l'espectacle i representant The International Ice Follies, Crawford interpreta Mary, una actriu, que es casa amb un patinador de gel i es troba amb problemes amb la seva carrera i relació.

## Argument
Mary i Larry són una modesta parella de patinadors. Poc després del seu matrimoni Mary aconsegueix un contracte per rodar una pel·lícula mentre que el seu marit es troba sense feina. Per mostrar que ho pot aconseguir també munta un xou de patinatge al Canadà amb un amic. L'espectacle és un èxit però manté Larry allunyat de la seva dona. El patró de l'estudi de Mary trobarà una solució per reunir-los de nou.

## Repartiment
- Joan Crawford: Mary McKay/Sandra Lee
- James Stewart: Larry Hall
- Lew Ayres: Eddie Burgess
- Lewis Stone: Douglas 'Doug' Tolliver Jr.
- Bess Ehrhardt: Kitty Sherman
- Roy Shipstad: Ell mateix Ice Follies Skater
- Eddie Shipstad: Ell mateix Ice Follies Skater
- Oscar Johnson: Ell mateix Ice Follies Skater
- Lionel Stander: Mort Hodges
- Charles D. Brown: Mr. Barney

i The International Ice Follies